# Skarpnäs, Iniö
Skarpnäs är en halvö i Finland.   Den ligger i landskapet Egentliga Finland, i den sydvästra delen av landet, 190 km väster om huvudstaden Helsingfors. Skarpnäs ligger på ön Granholm.